# Won Hye-kyung
Won Hye-kyung (Koreaans: 원혜경) (Seoel, 14 oktober 1979) is een Zuid-Koreaans shorttrackster.
Tijdens de Olympische Winterspelen 1994 en 1998 won Won de gouden medaille en in 1998 individueel brons op de 1000 meter

## Resultaten

### Olympische Winterspelen
| Jaar | Plaats | Resultaten              |
| ---- | ------ | ----------------------- |
| 1994 | Hamar  | relay 4e 500m 9e 1000 m |
| 1998 | Nagano | relay 1000 m            |

### Wereldkampioenschappen
| Jaar | Plaats      | Resultaten          |
| ---- | ----------- | ------------------- |
| 1994 | Guildford   | relay               |
| 1994 | Cambridge   | team                |
| 1995 | Gjøvik      | relay               |
| 1995 | Zoetermeer  | team                |
| 1996 | Den Haag    | individueel         |
| 1996 | Lake Placid | team                |
| 1997 | Nagano      | relay · individueel |
| 1997 | Seoel       | team                |
| 1998 | Wenen       | relay               |
| 1998 | Bormio      | team                |

1992: Cutrone, Daigle, Lambert, Perreault ·
1994: Chun, Kim S.-h., Kim Y.-m., Won ·
1998: An, Chun, Kim, Won ·
2002: Choi E.-k., Choi M.-k., Joo, Park ·
2006: Byun, Choi, Jeon, Jin, Kang ·
2010: Sun, Wang, Zhang, Zhou ·
2014: Cho, Kim, Kong, Park, Shim ·
2018: Choi, Kim A.-l., Kim Y.-j., Lee, Shim ·
2022: Van Kerkhof, Poutsma, Schulting, Velzeboer